# Pashtun Zarghun (huyện)
Pashtun Zarghun là một huyện thuộc tỉnh Herat, Afghanistan. Dân số thời điểm năm 1999 là 76,504 người.